# Чорт із трьома золотими волосинками
«Чорт із трьома золотими волосинками» (нім. Der Teufel mit den drei goldenen Haaren) — казка, опублікована братами Грімм у збірці «Дитячі та сімейні казки» (1812, том 1, казка 29). . Згідно з класифікацією казкових сюжетів Аарне-Томпсона має номер 461: «Три чортові волосини» та 930: «Пророцтво, що бідний хлопець одружиться з королівною».
Рут Меннінг-Сендерс вмістила казку до збірки «Книга про велетнів» під назвою «Три золоті волосини короля печерних велетнів» (англ. The Three Golden Hairs of the King of the Cave Giants).
2009 року вийшла однойменна екранізація казки — «Диявол з трьома золотистими волосками».

## Сюжет
В одному селі народився хлопець у сорочці. Місцеві жителі пророкували, що дитя у всьому матиме успіх і в чотирнадцять років одружиться з дочкою короля. Почув про це король, який саме проїжджав повз село і підступом схилив батьків віддати йому дитину. Коли виїхав з села, поклав дитя до скрині та кинув до річки. Надіявся на те, що позбудеться у такий спосіб небажаного зятя.
Скриня не пішла на дно, а лише попливла за течією річки. Невдовзі скриню витягнув біля млина робітник, який сподівався знайти в ній скарби. Коли побачив дитину, вирішив віддати хлопчика на виховання господарю млина і його жінки. Минали роки. Одного дня під час негоди король знайшов притулок у млині й побачив там чотирнадцятирічного хлопця, якого, за словами млинаря, вони виловили з води, коли той був немовлям. Король зрозумів, що не вдалося йому позбутися хлопця, і постановив спробувати ще раз. Наказав хлопцеві вирушити з листом до королеви. У листі був наказ короля, щоб хлопця негайно вбили та закопали.
По дорозі хлопець впав до рук розбійників, які розпечатали листа. Відчувши співчуття до хлопця, розбійники переписали лист і відпустили хлопця на волю. У новій версії листа король наказував, аби при прибутті хлопця його невідкладно одружили з його дочкою. Королева отримала листа й одразу ж виконала наказ.
Невдовзі король повернувся до замку. Був здивований тим, що трапилось. Зрозумів, що сталося пророцтво, якому сповна хотів завадити. Тоді ж забажав від хлопця, аби той вирушив до пекла і приніс три золоті волосинки чорта. Король вирішив, що тільки тоді прийме його як свого зятя. Хлопець вирушив в дорогу.
По дорозі хлопець натрапив на місто, в якому знаходився фонтан, з якого раніше текло вино, а тепер навіть вода не тече. Хлопець пообіцяв мешканцям, що пояснить все, коли повернеться. Згодом прибув до іншого міста, де натрапив на дерево, яке висохло, але раніше давала золоті яблука. Хлопець обіцяв мешканцям дізнатись, чому дерево більше родить.
Невдовзі хлопець дійшов до великої річки, де поромник попросив у нього довідатись в пеклі, чому він мусить вічно перевозити та ніхто його не підмінить. Хлопець дійшов до пекла і заприязнився з бабою Ягою Кістяною Ногою, яка обіцяла йому допомогти. Коли чорт повернувся і заснув, баба вирвала у нього три золоті волосинки. За кожним вирваним волоском, роздратований чорт будився і баба Яга ставила йому питання, які цікавили хлопця. Чорт пояснив, що в першому місці фонтан висох, бо під каменем там сидить жаба. дерево у другому місті не родить золоті яблука, бо миш підгризає йому коріння, а поромник, щоб стати вільним, мусить просто передати комусь у руку жердину, і той залишиться замість нього.
Наступного дня, коли чорт пішов з дому, баба Яга відчарувала хлопця, який вирушив в дорогу разом із трьома волосинами та відповідями на три питання. По дорозі хлопець давав відповіді на питання людей і вдячні мешканці обдаровували його віслюками, нав'юченими золотом.
Невдовзі хлопець повернувся до дружини, яка зраділа на його вигляд. Король запитав, звідки він дістав стільки золота. Хлопець відповів, що коло річки в пеклі золото лежить на березі замість піску. Король і сам подався в подорож, де по дорозі зустрів поромника, який, згідно з порадою хлопця, вручив королеві жердину. З того часу король у покару за свої гріхи став поромником.

## Екранізації
- «Сімсала Грімм» ( По чорт із трьома золотими волосинками — епізод 5) — німецький анімаційний серіал 1999 року;
- «Диявол з трьома золотистими волосками» — німецько-австрійський фільм 2009 року;
- «Чорт із трьома золотими волосинками» — німецький фільм 2013 року.